# Michel Martens
Pour les articles homonymes, voir Martens.
Michel Martens, né le 12 avril 1940 à Neuilly-sur-Seine et mort le 26 juin 2021 à Paris, est un écrivain de roman policier et un scénariste français.

## Biographie
Michel Martens est un écrivain dont la particularité est d'écrire ses romans quasi exclusivement en collaboration avec d’autres écrivains.
Son premier roman, Les Tours d’angoisse, est coécrit avec Jean-Pierre Bastid en 1974. Leur coopération se poursuit pour treize autres romans. Avec André Sénik, il coécrit Mais qui va garder la boutique en 1980, avec Jerome Charyn Arnold le geek de New York la même année et avec Robert Destanque, les Années mirages en 1982.
Il est également coscénariste avec Jean-Pierre Bastid pour le cinéma Dupont Lajoie d'Yves Boisset et pour des séries télévisées comme Navarro ou Le Flic de Moscou.
En 1980, il publie un essai Underwood U.S.A., ballade sur les touches du roman noir américain.

## Œuvre

### Romans

#### avec Jean-Pierre Bastid
- Les Tours d'angoisse, Super noire no 4, 1974
- Derrick au poing, Super noire no 10, 1974
- Dupont Lajoie, Presses de la cité, 1975
- Le Tapir, Jean-Claude Lattès, 1976
- F.O.O.D., Jean-Claude Lattès, 1977
- Adieu la vie..., Super noire no 67, 1977, réédition Série noire no 2035, 1996
- Bille de clown, Engrenage no 9, 1979
- Le Rouquin chagrin, Engrenage no 24, 1980
- Les Baths d'Afs, Sanguine 1re série no 2, 1980
- Une maison en enfer, Engrenage no 37, 1982
- La Proie du serpent, collection Sueurs froides, Denoël, 1982
- La Main du saigneur, Spécial Police no 1859,  1984
- Duel, La Chambre d'échos, 2010

#### avec André Sénik
- Mais qui va garder la boutique, Encre, 1979

#### avec Jerome Charyn
- Arnold le geek de New-York, Libération, août 1980, réédition sous le tire Le Geek de New York, La Noire, 1995

#### avec Robert Destanque
- Les Années mirages, Laffont, 1982, réédition France Loisirs, 1993

### Nouvelles
- Tour d’ivoire, dans le recueil Paris noir, Dernier Terrain Vague, 1980

### Essai
- Underwood U.S.A. (Ballade sur les touches du roman noir américain), suivi d'une bibliographie établie par François Guérif, Balland, 1980

## Filmographie
- 1969 : Hallucinations sadiques, réalisé par Jean-Pierre Bastid
- 1972 : L'Odeur des fauves, réalisé par Richard Balducci
- 1972 : Trop jolies pour être honnêtes, ou Quatre Souris pour un hold-up, réalisé par Richard Balducci
- 1975 : Dupont Lajoie, réalisé par Yves Boisset, coscénariste avec Jean-Pierre Bastid
- 1986 : Adieu la vie, adaptation du roman éponyme, film TV dans le cadre de la série télévisée Série noire réalisé par Maurice Dugowson
- 1989 : Tour d’ivoire, court métrage adaptation de la nouvelle éponyme, réalisé par Dominique Belet
- 1989 : La Madone noire,  épisode de la série télévisée Le Masque réalisé par Rogério Ceitil
- 1990 : Trois épisodes de la série télévisée Héritage oblige réalisés par Daniel Losset
- 1991 : Salade russe, épisode de la série télévisée Navarro réalisé par Josée Dayan
- 1991 : Ils n'avaient pas rendez-vous, film TV réalisé par Maurice Dugowson
- 1991 : Meurtre au monastère et Crime sous hypnose, épisodes de la série télévisée Le Flic de Moscou réalisés par Stéphane Kurc
- 1994 : Tempêtes, film TV réalisé par Gilles Béhat
- 1995 : Le Cauchemar d'une mère, film TV réalisé par Éric Woreth
- 1995 : Une femme dans la nuit, film TV réalisé par Éric Woreth
- 2001 : Les Voies du paradis, film TV réalisé par Stéphane Kurc
- 2001 : Des nouvelles des enfants, film TV réalisé par Daniel Janneau
- 2003 : Orages, film TV réalisé par Peter Kassovitz
- 2004 : Au bout du quai, film TV réalisé par Pierre Lary
- 2004 : L'homme qui venait d'ailleurs, film TV réalisé par François Luciani
- 2004 : Pierre et Jean, film TV réalisé par Daniel Janneau
- 2004 : L'Insaisissable, film TV réalisé par Élisabeth Rappeneau
- 2005 : Bel-Ami, film TV réalisé par Philippe Triboit
- 2006 : Beau Masque, film TV réalisé par Peter Kassovitz
- 2006 : Le Sang noir, film TV réalisé par Peter Kassovitz
- 2007 : Un juge sous influence, film TV réalisé par Jean Marbœuf
- 2009 : Villa Belle France, film TV réalisé par Karim Akadiri Soumaïla

## Sources
- Claude Mesplède (dir.), Dictionnaire des littératures policières, vol. 2 : J - Z, Nantes, Joseph K, coll. « Temps noir », 2007, 1086 p. (ISBN 978-2-910686-45-1, OCLC 315873361), p. 313-314.
- Claude Mesplède, Les années "Série noire" bibliographie critique d'une collection policière, t. 4 : 1972-1982, Amiens, Encrage, coll. « Travaux » (no 25), 1995, 318 p. (ISBN 978-2-906389-63-2).
- Claude Mesplède, Les années "Série noire" bibliographie critique d'une collection policière, vol. 5 : 1982-1995, Amiens, Encrage, coll. « Travaux » (no 36), 2000.